# Стан Йоан Патраш
Стан Йоан Патраш (на румънски: Stan Ioan Pătraş) е румънски дърворезбар, създател е на надгробните плочи във Веселото гробище в Сапънца, окръг Мурамареш, Северна Румъния.
Творчеството му се вписва хармонично в местното популярно изкуство и в старите румънски традиции.

## Биография
Роден е през 1908 г. в Сапънца, тогава в Австро-Унгария, в семейство на потомствени дърворезбари. От ранна възраст се увлича по скулптурата, живописта и поезията. На 14-годишна възраст започва да прави кръстове от дъб.
През 1935 г., все още анонимен творец започва да издълбава върху надгробните плочи кратки стихове – иронични стихове, с граматически грешки, много близки до архаичния език, който местните говорят. В началото той издълба само по 10 надгробни плочи годишно, използвайки дъб като основен материал.
До 1936 вече е усъвършенствал стила си – надгробните плочи се стесняват и започва да прави релефни фигури върху тях, като използва ярки цветове, получени от естествени багрила. Основният цвят, който използва е специално синьо, наречено от експертите „сапънца синьо“. Другите цветове също са символични: зелено – живот, жълто – плодородие, червено – страст, черно – смърт.
До 1977 г. Патраш твори над 700 надгробни плочи в двета гробища на Сапънца, по-късно стават известни като Веселото гробище.
Умира през 1977 г., оставяйки къщата си на своя ученик Думитру Поп, който е избрал да живее в къщата на своя учител и по-късно я е превърнал в работилница и музей.